# Platte organisatiestructuur
Een platte organisatiestructuur (ook bekend als horizontale organisatiestructuur) verwijst naar een organisatie met weinig tot geen tussenliggende managementlagen tussen de werknemers en de managers. Het idee is dat goedopgeleide werknemers productiever zijn wanneer ze meer direct betrokken zijn bij besluitvormingsprocessen, in plaats van dat hun nauwlettend leiding wordt gegeven vanuit vele managementlagen.
Deze structuur is in het algemeen slechts mogelijk in kleinere organisaties of individuele afdelingen binnen grotere organisaties. Als de afdeling gegroeid is tot een kritieke grootte, dan kunnen organisaties een gestroomlijnde structuur handhaven, maar geen complete platte manager-staf-relatie behouden zonder dat dit invloed heeft op de productiviteit. Bepaalde financiële verantwoordelijkheden kunnen ook een meer conventionele structuur vereisen. Sommige theorieën gaan ervan uit dat een platte organisatie meer traditioneel hiërarchisch wordt naarmate de productiviteit toeneemt.
Het platte organisatiemodel stimuleert betrokkenheid van de werknemers door een gedecentraliseerd besluitvormingsproces. Wanneer het personeel van de werkvloer meer verantwoordelijkheid krijgt en de tussenlaag van het middle management wordt verwijderd, dan bereiken commentaar en terugkoppeling al het personeel dat bij een besluit betrokken is veel sneller. De snelheid waarmee de klant zijn verwachte respons krijgt kan hierdoor worden verhoogd. Doordat de interactie tussen de werknemers toeneemt, is dit organisatiemodel in het algemeen meer afhankelijk van een meer persoonlijke relatie tussen medewerkers en managers. Deze structuur kan hierdoor tijdrovender zijn om te implementeren dan een traditioneel bureaucratisch/hiërarchisch model.
De platte organisatiestructuur past goed bij dienstverleners en vrije beroepen zoals artsen, advocaten, architecten, accountants en belastingadviseurs. De nadruk ligt hier vaak op vakspecifieke kennis. waarvoor directe betrokkenheid, initiatief en zelfredzaamheid van medewerkers nodig is. De leidinggevende of partner is hier vaak zelf zeer ervaren in het vak en zal zich, behalve met aansturing, ook vaak inhoudelijk met het werk bezighouden en de werknemers van advies voorzien.
De rechtsvorm die het beste bij een platte organisatiestructuur past is de maatschap, hoewel het uiteraard vrij staat andere rechtsvormen te kiezen of te combineren. Voor (grotere) industriële ondernemingen is de platte organisatiestructuur minder geschikt en zijn ook grotere investeringen nodig. Hier ligt de nadruk meer ook hiërarchie en op een divisiestructuur, en wordt voor de kapitaalvennootschap gekozen. 